# Asyndetus scopifer
Asyndetus scopifer är en tvåvingeart som beskrevs av Harmston 1952. Asyndetus scopifer ingår i släktet Asyndetus och familjen styltflugor.
Artens utbredningsområde är Oregon. Inga underarter finns listade i Catalogue of Life.